# Martha Louis Ludwig
Martha Ludwig (Pittsburgh, 16 de agosto de 1931-Ann Arbor, 27 de noviembre de 2006) fue una bioquímica estadounidense, especializada en el campo de la cristalografía macromolecular. Fue profesora universitaria de Química Biológica en la Universidad de Míchigan.

## Biografía
Ludwig nació el 16 de agosto de 1931 en Pittsburgh, Pensilvania. Su padre era Leon Ludwig, físico, y su madre, Agnes Sutermeister Ludwig, empleada de servicios sociales. Poco después de su nacimiento, su padre aceptó un trabajo como director de las instalaciones de Westinghouse, por lo que la familia se mudó a Buffalo, Nueva York. Cuando era niña en la escuela, Ludwig mostraba afición por los acertijos matemáticos y esperaba convertirse en científica en el futuro.
Ludwig asistió a la Universidad de Cornell donde recibió una licenciatura en Química en 1952. Completó una maestría en Bioquímica en 1955 en la Universidad de California, seguida de un doctorado en Bioquímica del Centro Médico Weill Cornell en 1956. Realizó su  investigación de doctorado con el premio Nobel Vincent du Vigneaud y estudió la biosíntesis de ergotionina en el laboratorio de Donald Melville. Hizo estudios postdoctorales en la Escuela de Medicina de Harvard de 1957 a 1959 y en el Instituto de Tecnología de Massachusetts de 1959 a 1962. Durante su posdoctorado en Harvard, Ludwig conoció a su esposo de 45 años, Fredric Hoch.
En 1967, se unió a la Universidad de Míchigan con una plaza de profesora asistente en el Departamento de Química Biológica. También fue investigadora asistente en la División de Investigación Biofísica. Impartió un curso de Química Biológica para estudiantes de posgrado; estos  temían a Ludwig, que era conocida por su riguroso estilo de enseñanza y opinaban que su curso fue uno de los cursos más difíciles que tomaron. Al mismo tiempo, comentaban sobre Ludwig que les empujaba para que se esforzaran  y les enseñaba a pensar.
Durante su carrera, Ludwig hizo importantes contribuciones de servicio a la Universidad de Míchigan. Durante su tiempo allí, dirigió la Beca de Capacitación en Biofísica Molecular y desempeñó el cargo de presidente del Departamento de Investigación en Biofísica. Murió en Ann Arbor, Míchigan el 27 de noviembre de 2006 de cáncer de colon.

## Investigación
Durante el inicio de su carrera, los intereses de Ludwig cambiaron de las técnicas clásicas de bioquímica al campo emergente de la cristalografía de rayos X y en 1962 se unió al laboratorio de William Lipscomb para trabajar en la estructura de la enzima carboxipeptidasa. Ludwig determinó la estructura de la  carboxipeptidasa A, una de las primeras estructuras enzimáticas que se elucidaron.
En la Universidad de Míchigan, su investigación se centró en proteínas implicadas en reacciones de transferencia de electrones. Como miembro de la facultad en la División de Investigación en Biofísica, colaboró con un grupo de otros profesores, entre ellos el enzimólogo Vincent Massey y Graham Palmer, interesados en el estudio de las flavoproteínass. Ludwig se concentró en el estudio de la flavodoxina; en 1969, Ludwig publicó un artículo sobre la cristalización de las formas de proteína oxidada y semiquinona de Clostridium pasteurianum. Ludwig también estudió la enzima superóxido dismutasa durante la década de 1980 con James Fee, un colega de la División de Investigación Biofísica de la Universidad de Míchigan. En 1990, Ludwig continuó colaborando con Vincent Massey, entre otros, para descubrir por qué el potencial  asociado con la reducción de la semiquinona era más bajo de lo esperado. Ludwig también trabajó con Richard Swenson de la Universidad Estatal de Ohio, para examinar el estado redox de una flavodoxina de Clostridium beijerinckii. Su trabajo resultó en la determinación de las estructuras de la ftalato dioxigenasa reductasa en colaboración con el laboratorio de David Ballou, p-hidroxi-benzoato hidroxilasa en colaboración con los laboratorios de Ballou y Vincent Massey, tiorredoxina reductasa en colaboración con el laboratorio de Charles Williams Jr., y metionina sintasa dependiente de cobalamina en colaboración con Rowena Green Matthews.

## Premios
- Medalla Garvan-Olin de la American Chemical Society (1984).
- Premio al Logro Docente Distinguido de la Universidad de Míchigan (1986).
- Miembro de la Asociación Estadounidense para el Avance de la Ciencia (2001)
- Miembro de la Academia Nacional de Ciencias (2003)
- Miembro del Instituto de Medicina (2006)